# Людмил Георгиев (музикант)
Вижте пояснителната страница за други личности с името Людмил Георгиев.
Людмил Георгиев е български джаз музикант.

## Биография
Роден е на 31 март 1930 г. в София. Произхожда от музикантска фамилия, баща му е един от първите джаз барабанисти в България. През 1945 г. започва да свири на кларинет и алто саксофон. През 1946 г. създава джазовият оркестър „Джазът на младите“ – Биг бенд, сформиран от ученици на различни столични гимназии. На 19-годишна възраст, току-що завършил гимназия, е изпратен в лагер за два месеца в село Чомаковци, защото свири американска музика. В периода 1953 – 1964 г. е част от оркестъра „Джазът на оптимистите“. След това става един от основателите на оркестър „София“ (1964) и негов ръководител. От 1967 г. е председател на Софийския джазклуб. Работи в чужбина и пътува из Европа, Северна Америка и Азия. От 1994 г. е президент на Българското джаз общество, а от 1997 г. е в Биг бенда на Българското национално радио. Издава четири албума. Свири на саксофон във филма „Старинната монета“ (1965). Работи с певиците Леа Иванова, Лиана Антонова, Камелия Тодорова. Автор е на книгите „Звезди на джаза“, „Гласове на джаза“, „История в синкопи“. Носител е на орден „Стара планина“ I степен за заслуги в българското музикално изкуство, като музикант, автор на книги, популяризатор на джаза и педагог. Умира на 19 май 2003 г. в София.